# Taszár
Taszár es una localidad húngara localizada en Somogy. Cerca de la zona se encuentra la Base Aérea Militar construida en los años 50.

## Base militar
Con las obras de la base militar, la arquitectura de la localidad cambió radicalmente. La base ocupa una parte significativa de la ciudad e incluye el aeropuerto y varios barracones. En cuanto a las edificaciones, fueron levantadas cerca del recinto aéreo.
En 1995 Taszár pasó a ser el centro logístico de las tropas de la IFOR y de la SFOR, y en 2003 sirvió de centro de entrenamiento para los voluntarios iraquíes durante la Guerra de Irak.